# Platysmurus
O Platysmurus é um género de arborícola da família Corvidae.
Contém as seguintes espécies:
- Pega-preta da Malásia (Platysmurus leucopterus)
- Pega-preta de Bornéu (Platysmurus aterrimus)